# Wind It Up (Rewound)
Wind It Up (Rewound) је шести сингл британског бенда The Prodigy. Прво издање појавило се у облику 7" винил плоче у 29. марта 1992. године.

## Списак песама

### XL

#### 7" винил плоча
A. Wind It Up (Rewound) (6:15)
B. We are the Ruffest (5:30)

#### 12" винил плоча
1. Wind It Up (Rewound) (6:15)
2. We are the Ruffest (5:30)
3. Weather Experience (8:05)

#### CD сингл
1. Wind It Up (The Rewound Edit) (3:29)
2. We are the Ruffest (5:30)
3. Weather Experience (Top Buzz Remix) (6:45)
4. Wind It Up (Rewound) (6:15)

### Elektra CD сингл
1. Wind It Up (The Rewound Edit) (3:29)
2. Wind It Up (Tightly Wound) (6:03)
3. Wind It Up (Forward Wind) (5:57)
4. Wind It Up (Unwind) (5:38)
5. We are the Ruffest (5:30)
6. Weather Experience (Top Buzz Remix) (6:45)
7. Wind It Up (Bonus Beats) (1:57)

Tracks 2, 3, 4 and 7 were remixed by Tony Garcia and Guido Osorio.